# When It's All Said and Done... Take Time
When It's All Said and Done... Take Time è la prima raccolta del cantante statunitense Giveon, pubblicata il 12 marzo 2021 su etichette discografiche Not So Fast e Epic Records. Si tratta di una compilation delle tracce dei precedenti EP del cantante, Take Time e When It's All Said and Done, oltre ad un inedito intitolato All of Me.

## Tracce
1. The Beach – 3:26
2. World We Created – 3:13
3. Take Time (Interlude) – 0:45
4. Favorite Mistake – 2:53
5. This Ain't Love – 2:45
6. Heartbreak Anniversary – 3:18
7. Like I Want You – 4:21
8. Vanish – 3:29
9. When It's All Said and Done – 0:55
10. Still Your Best – 2:57
11. Last Time (feat. Snoh Aalegra) – 3:14
12. Stuck On You – 3:25
13. All to Me – 2:08

## Successo commerciale
La compilation ha fatto il suo ingresso al 5º posto della Billboard 200, segnando la prima top ten del cantante nella classifica. Nel corso della settimana ha totalizzato 35 000 unità equivalenti, di cui 30 000 sono stream-equivalent units risultanti da 43,56 milioni di riproduzioni in streaming dei brani e 2 000 sono vendite pure.

## Classifiche

### Classifiche settimanali
| Classifica (2021) | Posizione massima |
| ----------------- | ----------------- |
| Australia         | 32                |
| Canada            | 15                |
| Francia           | 185               |
| Nuova Zelanda     | 17                |
| Regno Unito       | 87                |
| Stati Uniti       | 5                 |

### Classifiche di fine anno
| Classifica (2021) | Posizione |
| ----------------- | --------- |
| Stati Uniti       | 72        |